# Pamela Ascherson
Pamela Ascherson, Pamela Rachet de casada, (Londres, 3 de marzo de 1923 – 22 de junio de 2010) fue una escultora, pintora e ilustradora británica que formó parte del grupo de criptoanalistas que trabajaron en Bletchley Park durante la Segunda Guerra Mundial.

## Biografía
Ascherson asistió a la Escuela Roedean en Brighton. En 1939, tomó clases de pintura con la artista Laura Knight y, en 1940, se matriculó en la Farnham School of Art donde estudió escultura y alfarería con Charles Vyse. En 1942, Ascherson ganó una beca para el Royal College of Art, pero postergó su ingreso para alistarse en el Women's Royal Naval Service, donde sirvió de 1943 a 1945. En la Lista de Honor de Bletchley Park figura como operadora de Bombe en una estación de Stanmore.
Finalmente ingresó en el Royal College of Art en 1945 y estudió allí durante dos años. Para entonces, ya había tenido pinturas aceptadas para exhibir en la Royal Academy of Arts durante la guerra y la Contemporary Art Society había adquirido un trabajo de terracota con su autoría. En 1947, se casó y se mudó a la Provenza en Francia y, en 1948, como Pamela Rachet, escribió e ilustró un libro, C'etait Heir - St Remy du Provence, sobre la región. Su primera exposición individual se llevó a cabo en la Galería Berkeley en 1953. Una serie de pinturas sobre coches de carreras realizadas por Ascherson en los años 60 fue adquirida por el Donington Park Racing Museum. El Duncan Campbell Contemporary Art realizó exposiciones de la escultura de Ascherson en 1993 y 1998.